# توم هوارد (عازف بيانو)
توم هوارد (بالإنجليزية: Tom Howard)‏ هو عازف بيانو أمريكي، ولد في 23 فبراير 1950، وتوفي في 29 يناير 2010 في ناشفيل في الولايات المتحدة.

## وصلات خارجية
- توم هوارد على موقع ميوزك برينز (الإنجليزية)
- توم هوارد على موقع ميوزك برينز (الإنجليزية)
- توم هوارد على موقع ديسكوغز (الإنجليزية)